# Лефорт
Лефорт (нем. Baron le Fort) — баронский род.

## Происхождение и история рода
Происходит из Шотландии. Нобль (дворянин) Этьен Лифорти в 1496 года числился капитаном кирасиров на службе у герцогов савойских. Со временем он обосновался на жительство в городе Кони Пьемонтского княжества (ныне — Северная Италия), где женился на Марии Пикар (Ле Пикар). У Этьена было, по крайне мере, двое детей: один носил имя отца, имя второго не сохранилось.
К середине XVI века два внука Этьена Лефорта, Жан Дамьен и Жан Антуан (1517—1590), перебрались в Женеву — тогдашнее прибежище преследуемых католической церковью протестантов. Линия Жана Дамьена, не имевшего наследников по мужской линии, прервалась. Жан Антуан стал Родоначальником всех последующих Лефортов. В 1565 года он получил от города грамоту на приобретение гражданских прав.
Его сын Исаак (1574—1652). Впоследствии родились ещё Екатерина и Жакоб. Екатерина (1577—1614) вышла замуж за члена Большого совета Женевы Абеля Сенебье. По-видимому, его потомок — капитан Сенебье — сопровождал Франца Лефорта во время Великого посольства Петра I. Из детей Исаака Лефорта выжило четверо: Жан, Даниель, Мари и Жак.
Жак (Яков; 1618—1674) унаследовал родительское состояние после смерти братьев. Его дочь Андриена. Затем родились Ами (Амадей; 1642—1719), Исаак, Мария, Ева, Мише, Жак (1653—1732) и Франц (1655/1656 — 1699) — российский государственный и военный деятель, генерал-адмирал, сподвижник Петра I.
- барон Пётр Богданович Лефорт (у Половцева — Пётр Петрович; 1676—1754), генерал-майор (1721), генерал-лейтенант (1728), кавалер ордена Святого Александра Невского (1729), русский посланник в Пруссии и Швеции, племянник Ф. Лефорта (имя Амадей перевели на русский как Богдан)[2][3].
  - барон Пётр Петрович (1719—1796) — русский придворный деятель и дипломат; генерал-майор, камергер и обер-церемониймейстер двора Елизаветы Петровны.
- Иоганн (Жан) Лефорт (1685—1739) — саксонский посланник в Санкт-Петербурге (1721-34) и кавалер ордена Святого Александра Невского (1726).

## Описание герба
В лазоревом поле слон натуральных цветов с поднятым хоботом и под золотой попоной, обремененной чёрным двуглавым орлом; на спине слона поставлена естественных цветов деревянная башня.
Щит увенчан баронской (австрийской) короной над которой поставлен шлем с дворянской короной. Нашлемник: чёрный двуглавый орел с золотыми нимбами (австрийский). Намет: лазурь с серебряным подбоем. Щитодержатели: два обернувшихся льва (естественных цветов). Подножие: «доска» в цвет щитодержателей.
Герб представляет собой изменённый семейный герб Лефортов: убрана пальма, на спину слона положен покров, над которым вместо пальмы стала возвышаться зубчатая башня — Fort.